# Цепея австрійська
Цепея австрійська, або равлик смугастий австрійський (Cepaea vindobonensis (Férussac, 1821)) — вид наземних молюсків класу Черевоногих (Gastropoda) підкласу легеневих (Pulmonata) родини справжніх равликів (Helicidae).

## Опис черепашки
У дорослих особин висота черепашки коливається переважно в діапазоні від 17 до 21 мм, ширина (діаметр) черепашки — від 20 до 25 мм. Має близько 5 обертів. Черепашка від низько-дзигоподібної (як в інших видів роду Cepaea) до кулясто-дзигоподібної з високим завитком. Пупок повністю закритий, рідше залишається вузька щілина між значно відгорнутим колумелярним краєм устя та нижньою стінкою останнього оберту, яка, насправді, не зовсім відповідає пупку. У молодих особин пупок вузький, частково прикритий. На відміну від інших видів Cepaea, поверхня черепашки досить грубо радіально покреслена. Краї устя і губа коричнюваті (як мінімум є коричнева пляма в районі пупка), рідше — світлі. Черепашка білувата або жовтувата, майже завжди з 4-5 темними спіральними смугами. Іноді смуги світло-коричневі, ніби розмиті, майже зливаються з жовтуватим або бежевим фоном черепашки. 2 верхні смуги часто значно вужчі та світліші, ніж решта смуг. Практично в усіх популяціях домінує морфа 12345, часто зустрічаються також морфи 10345, 1(23)45. Загалом вид менш поліморфний, ніж Cepaea nemoralis i C. hortensis. П'ята смуга проходить дуже близько від пупка — ближче, ніж в інших видів.

## Можливі помилки у визначенні
Черепашки Cepaea vindobonensis з повністю закритим пупком і темною губою часто приймають за Cepaea nemoralis. Види досить добре відрізняються забарвленням (у C.vindobonensis ніколи не буває рожевих або інтенсивно коричневих черепашок, а також типових для Cepaea nemoralis морф 00000 та 00300), положенням п'ятої смуги, грубшою поверхневою скульптурою у C. vindobonensis. Черепашки C. vindobonensis зі світлою губою та світлими краями устя можна сплутати з C. hortensis. Проте в популяціях C.vindobonensis ніколи не буває яскраво-жовтих черепашок без смуг, дуже характерних для C. hortensis. Від смугастих черепашок C. hortensis цепея австрійська чітко відрізняється розташуванням п'ятої смуги.

## Розповсюдження
Зустрічається переважно в Південно-Східній Європі. Широко розповсюджений на території України.

## Екологія
Степовий вид, населяє відносно сухі та теплі біотопи: сухі луки, чагарники, узлісся тощо.